# Princess Virtue
Princess Virtue è un film muto del 1917 diretto da Robert Z. Leonard. La sceneggiatura di Fred Myton si basa sul romanzo omonimo di Louise Winter di cui non si conosce la data di un'eventuale pubblicazione.
Fu il primo film di Mae Murray per la Bluebird Photoplays.

## Trama

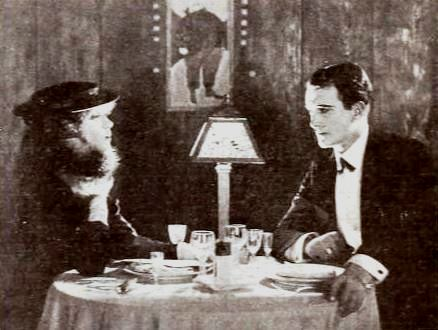
Mae Murray e Wheeler Oakman

Essendo venuta a conoscenza che Liane, la nipotina che non vede da quand'era bambina e che ha sempre vissuto in Francia con la madre, è stata soprannominata dalla società parigina "principessa Virtù", la signora Clare Demarest incarica Basil, un lontano parente, di indagare e lo invia oltre oceano. A Parigi, Basil scopre che Liane è diventata una giovane donna capricciosa: corteggiata dal barone Strensky e da Emile Carre, li tiene ambedue sulla corda, non decidendosi mai a scegliere o l'uno o l'altro. Va a finire che i due rivali si affrontano in un duello nel quale Carre viene ferito e costretto a cedere all'avversario che si fidanza finalmente con la tanto desiderata Liane.
Basil, che sta per ripartire, implora Liane di accompagnarlo in America, ma lei decide di restare in Francia. Prima di imbarcarsi, Demarest e la giovane si trovano al ristorante quando vedono entrare nell'elegante locale anche Strensky accompagnato da un'affascinante fanciulla, mademoiselle Sari. Basil allora affronta il barone, accusandolo di essere infedele a Liane e l'altro lo sfida a duello. Liane, però, riesce a dividere i due contendenti.
Sulla nave che lascia il porto, Basil ripensa deluso alla sua avventura francese. Quando, però, il piroscafo si trova ormai in mezzo all'oceano, il giovane statunitense ha la sorpresa di trovare a bordo anche Liane che ha deciso di ritornare con lui in patria.

## Produzione
Il film fu prodotto dalla Bluebird Photoplays (Universal Film Manufacturing Company).
Venne girato negli Universal Studios - 100 Universal City Plaza, Universal City. Motion Picture News del 29 settembre 1916 riportava che, dopo sei settimane di lavorazione, il film era concluso e che le riprese erano state effettuate in diverse località della costa del Pacifico. Alcune scene erano state girate anche a San Diego.

## Distribuzione
Il copyright del film, richiesto dalla Bluebird Photoplays, Inc., fu registrato il 18 ottobre 1917 con il numero LP11612. Nei dati del copyright viene indicato il nome di Jack Bosburg per il ruolo di Basil Demarest, ma tutti i giornali citano per quel ruolo il nome di Wheeler Oakman.
Distribuito dalla Bluebird Photoplays (Universal Film Manufacturing Company), il film uscì nelle sale cinematografiche statunitensi il 28 ottobre 1917.
Copia incompleta della pellicola, un negativo in acetato 35 mm in quattro bobine (rullo 1-2, 5 e forse 6), si trova conservata negli archivi della Library of Congress di Washington.
Nel 1921, venne messo in scena a Broadway la commedia musicale Princess Virtue che venne rappresentata solo tredici giorni, dal 4 al 14 maggio e che aveva come protagonista Tessa Kosta.